# Stranići kod Nove Vasi
Stranići kod Nove Vasi is een plaats in de gemeente Poreč in de Kroatische provincie Istrië. De plaats telt 134 inwoners (2001).